# Rocafuerte Fútbol Club
Il Rocafuerte Fútbol Club è una società calcistica ecuadoriana di Guayaquil. Dal 2016 è divenuto un club affiliato all'Emelec, con lo scopo di crescere giovani per il blasonato club di Guayaquil.

## Palmarès

### Competizioni nazionali
- Segunda Categoría: 1

2008

## Organico

### Rosa 2014
| N. |                    | Ruolo | Calciatore        |
| -- | ------------------ | ----- | ----------------- |
| 1  | Ecuador (bandiera) | P     | Jonathan Bonilla  |
| 2  | Ecuador (bandiera) | D     | Jose Benites      |
| 3  | Ecuador (bandiera) | D     | Harrinson Gomez   |
| 4  | Ecuador (bandiera) | C     | Pablo Cifuentes   |
| 5  | Ecuador (bandiera) | C     | Edison Caicedo    |
| 6  | Ecuador (bandiera) | D     | Darwin Ordoñez    |
| 7  | Ecuador (bandiera) | C     | Armando Angulo    |
| 8  | Ecuador (bandiera) | C     | Eder Palacios     |
| 9  | Ecuador (bandiera) | C     | Alexander Hurtado |
| 10 | Ecuador (bandiera) | C     | Leonardo Valencia |
| 11 | Ecuador (bandiera) | C     | Lorenzo Aviles    |
| 12 | Ecuador (bandiera) | P     | Omar Estrada      |

| N. |                    | Ruolo | Calciatore            |
| -- | ------------------ | ----- | --------------------- |
| 13 | Ecuador (bandiera) | C     | Edin Vera             |
| 14 | Ecuador (bandiera) | A     | Alex Perlaza          |
| 15 | Ecuador (bandiera) | D     | Henry Lucin           |
| 16 | Ecuador (bandiera) | C     | Darwin Moposita       |
| 17 | Ecuador (bandiera) | C     | Adinton Mina          |
| 18 | Ecuador (bandiera) | A     | Roberto Ordoñes       |
| 19 | Ecuador (bandiera) | D     | Carlos Alberto Castro |
| 20 | Ecuador (bandiera) | C     | Marlon Ganchozo       |
| 51 | Ecuador (bandiera) | C     | Kevin Arroyo          |
| 52 | Ecuador (bandiera) | C     | Darwin Mina           |
| 54 | Ecuador (bandiera) | C     | Kevin Bravo           |